# Ibrahim as-Sajjid
Ibrahim as-Sajjid Ibrahim (ar. إبراهيم السيد إبراهيم; ur. 8 września 1941 w Kairze) – egipski zapaśnik walczący w obu stylach. Olimpijczyk z Meksyku 1968, gdzie zajął szóste miejsce w kategorii 57 kg w stylu klasycznym.
Złoty medalista mistrzostw Afryki w 1969 i 1971. Wicemistrz igrzysk śródziemnomorskich w 1963 i brązowy medalista z 1959 i 1971.
- Turniej w Meksyku 1968

Pokonał Meksykanina Rodolfo Guerrę, Kanadyjczyka Herba Singermana i Amerykanina Dave'a Hazewinkela a przegrał z Rumunem Ionem Baciu i zawodnikiem radzieckim Iwanem Koczerginem.